# Neue Aula Tübingen

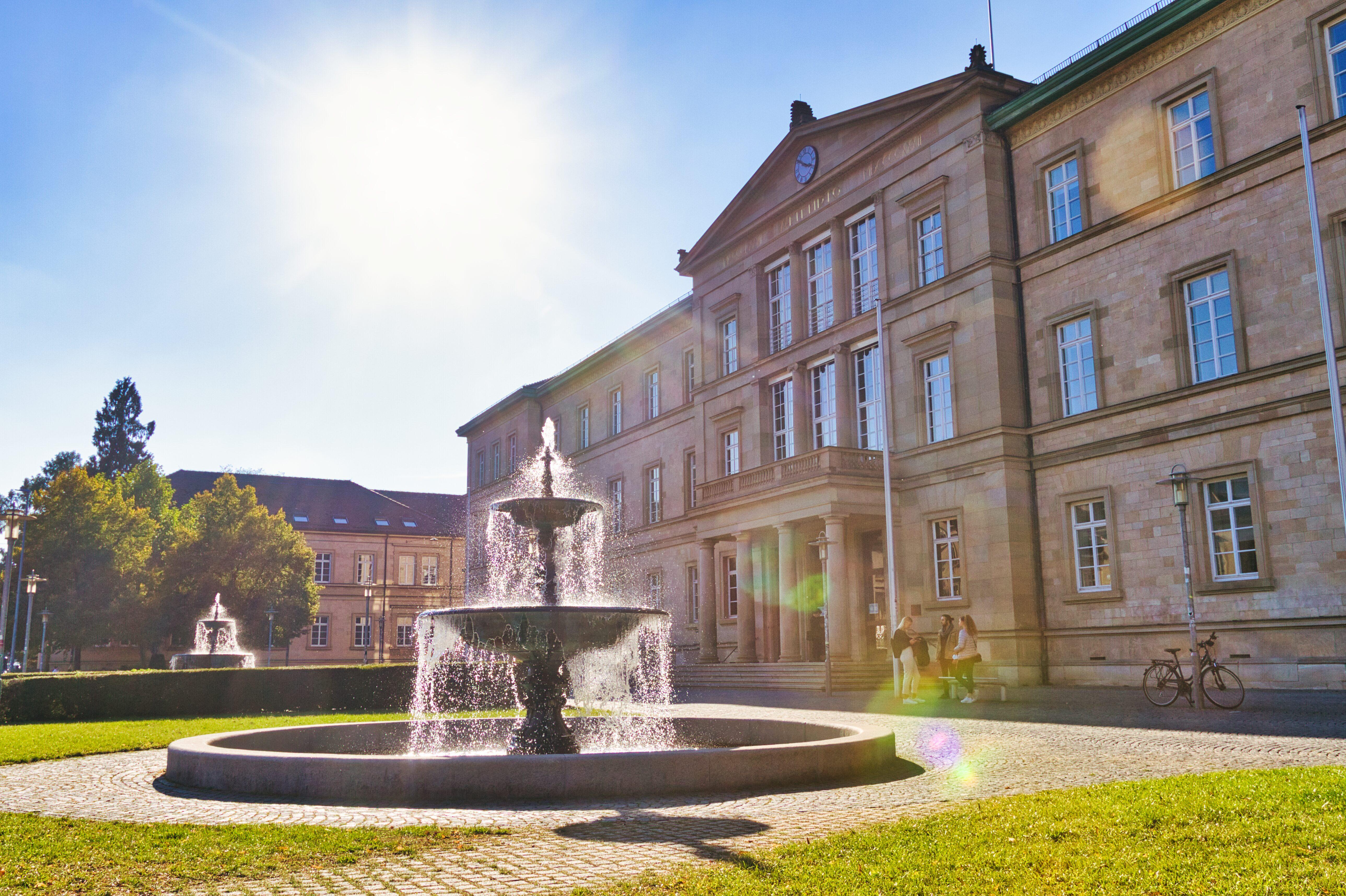
Neue Aula Tübingen

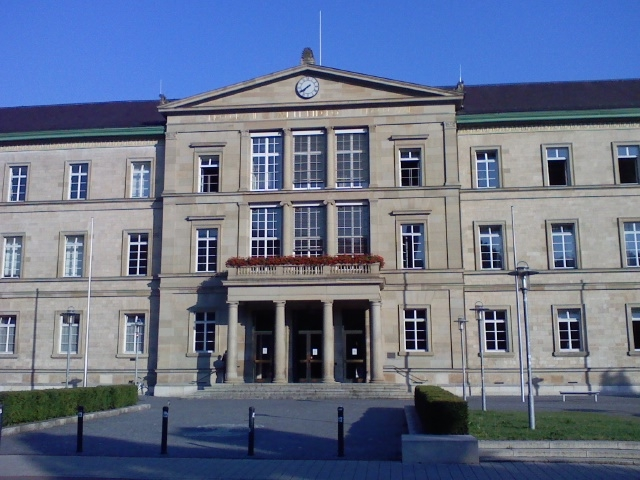
Neue Aula Tübingen (Frontansicht)

Die Neue Aula der Eberhard Karls Universität Tübingen befindet sich am Geschwister-Scholl-Platz (ehemals Wilhelmstraße 7–9). Das Gebäude grenzt rückwärtig auch an die Hölderlinstraße und mit den Seiten an die Silcher- und Gmelinstraße an. Der Bau ist sowohl von der Wilhelm- als auch von der Hölderlinstraße aus zugänglich.

## Geschichte
Die Neue Aula wurde in den Jahren 1841 bis 1846 nach Plänen von Gottlob Georg Barth (1777–1848) erbaut. Auftraggeber war die Universität Tübingen, die damals ein neues Universitätszentrum mit verschiedenen Hörsälen und einer großen Festhalle benötigte. Die Einweihung erfolgte bereits im Jahr 1845, obwohl das Gebäude noch nicht ganz fertiggestellt war. 1928 bis 1932 erfolgte der Anbau des nordwestlichen Teils mit umfangreichem Umbau der Innenräume. Heute ist in der Neuen Aula die juristische Fakultät der Universität Tübingen untergebracht. Im ersten Stock befinden sich das Auditorium maximum, der Festsaal sowie der große und kleine Senat.

## Beschreibung

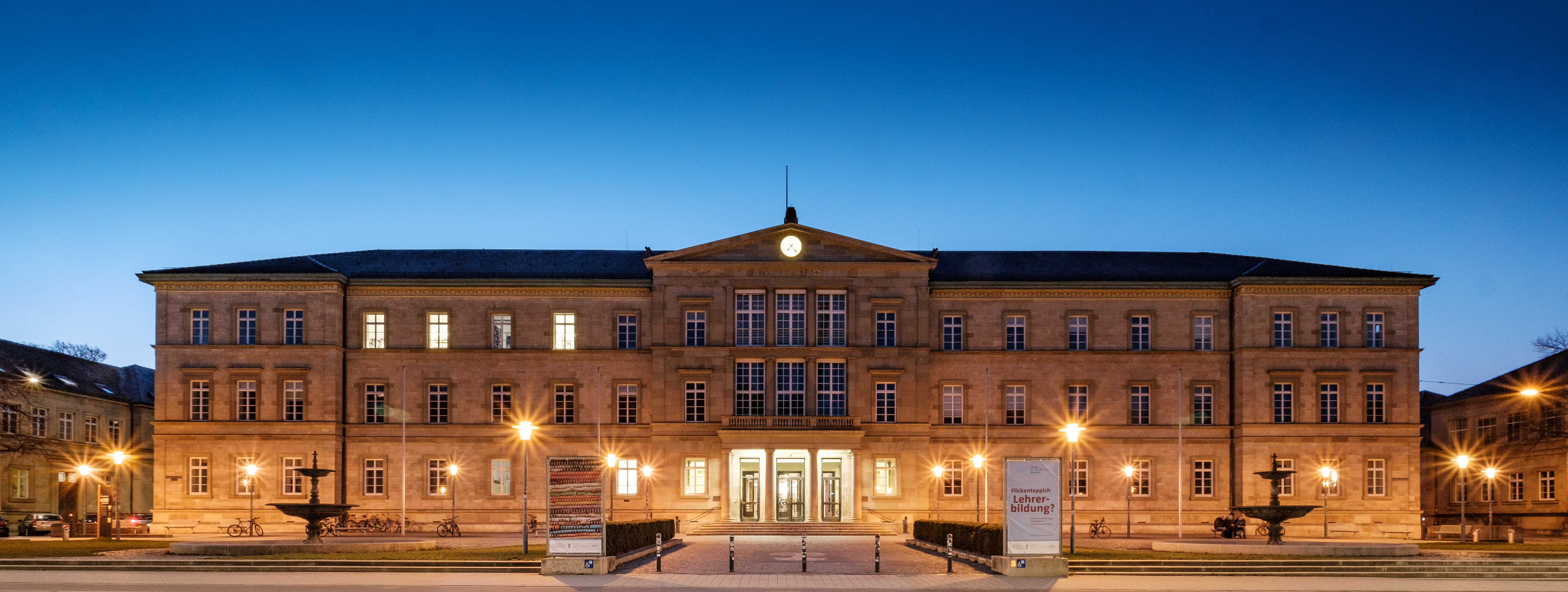
Neue Aula zur blauen Stunde

Die Neue Aula ist ein dreigeschossiger klassizistischer Dreiflügelprachtbau, der nach hinten zur Hölderlinstraße geöffnet ist.
Das gesamte Bauwerk ist aus unverputzten Sandsteinblöcken gefertigt, das Dachgesims aus Kupfer. Das Gebäude wird von einem Satteldach überdeckt, die Seitenrisalite von Walmdächern. Die Frontseite ist vollständig symmetrisch angelegt. Vor dem Haupteingang zur Wilhelmstraße befindet sich auf einem kleinen gepflasterten Platz ein Mosaik, das die Palme aus dem Tübinger Universitätswappen zeigt. Rechts und links davon stehen zwei Brunnen aus Bronze.
Die Dreigeschossigkeit des Gebäudes wird durch Gurtgesims an der Fassade betont. Der Mittelrisalit ist wie die beiden Seitenrisalite circa einen Meter nach vorne versetzt. Er wird von einem Satteldach bedeckt. Das Hauptportal liegt auf einem fünf Treppenstufen hohen Stereobat. Diese Erhöhung setzt sich am restlichen Gebäude durch einen Sockel fort, der mit einem Sockelgesims an der gesamten Fassade abschließt. Das Hauptportal an der Wilhelmstraße besteht aus drei Türen, der doppelflügeligen Mitteltür und zwei einflügeligen Seitentüren. Vor dem Haupteingang befindet sich ein Altan. Sein Austritt wird von vier unkannelierten toskanischen Säulen getragen.

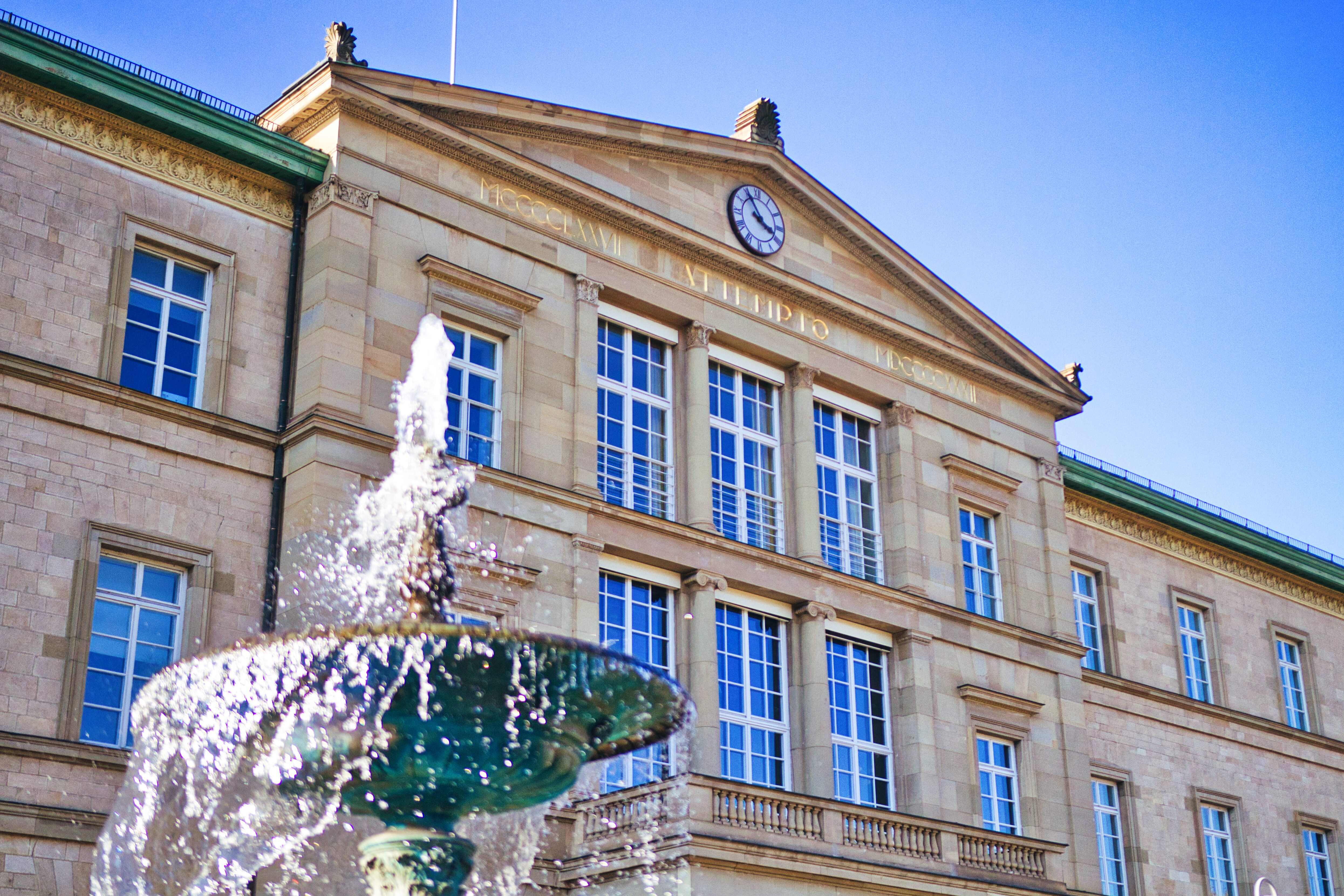
Neue Aula Tübingen (Nahaufnahme)

Die Fenster des ersten und zweiten Stockwerks, die sich über dem Haupteingang befinden, sind deutlich breiter und höher als die anderen und dreigeteilt durch vier Pilaster mit ionischen im ersten und vier Pilastern (außen) und Halbsäulen (innen) mit korinthischen Kapitellen im zweiten Stockwerk. Hierbei handelt es sich um eine Superposition. Über den Seitenfenstern befindet sich ein leicht herausstehender Querbalken. Oberhalb der zweiten Etage sitzt der Architrav, auf dem in goldenen Großbuchstaben zwischen den Jahreszahlen 1477 und 1932 das Motto der Universität Tübingen Attempto! (Latein: Ich wag's!) zu lesen ist. Darüber befindet sich ein schlichtes Frontispiz (Giebeldreieck). In der Mitte des Tympanons ist eine klassische Uhr mit römischen Ziffern angebracht. Das Gebälk wird von einem Mittel-Akroter und zwei Eck-Akroteren verziert.
Beim ersten Stock handelt es sich um die Beletage bzw. das Piano Nobile, während das Obergeschoss das Attikageschoss bzw. ein Mezzaningeschoss mit niedrigerer Höhe und somit auch kleineren Fenstern bildet. Die etwas nach hinten versetzten Mittelteile haben fünf Fensterachsen. Auch hier sind die Stockwerke durch Gesimse voneinander getrennt. Über den Fenstern sind mit farblich differenzierten Steinen Überfangbögen (Horizontalbogen) angedeutet, ebenso wie bei den Seitenrisaliten, bei denen es allerdings nur drei Fensterachsen gibt. Die Ecken der Seitenrisalite und des Mittelrisalits sind von Pilastern begrenzt. Den Übergang vom zweiten Stock zum Dachgesims bildet ein mit Blattwerk ornamental verzierter Fries.